# 贡德勒维尔 (瓦兹省)
贡德勒维尔（法語：Gondreville，法語發音：[ɡɔ̃dʁəvil]）是法国瓦兹省的一个市镇，位于该省东南部，属于桑利斯区。

## 地理
贡德勒维尔（49°12'58"N, 2°57'17"E）面积7.09 平方千米，位于法国上法蘭西大區瓦兹省，该省份为法国北部内陆省份，北起索姆省，西接厄尔省和滨海塞纳省，南至塞纳-马恩省和瓦兹河谷省，东临埃纳省。
与贡德勒维尔接壤的市镇（或旧市镇、城区）包括：夸约勒、瓦卢瓦地区克雷皮、莱维尼昂、奥尔穆瓦勒达维安、吕西-贝蒙、沃穆瓦斯。

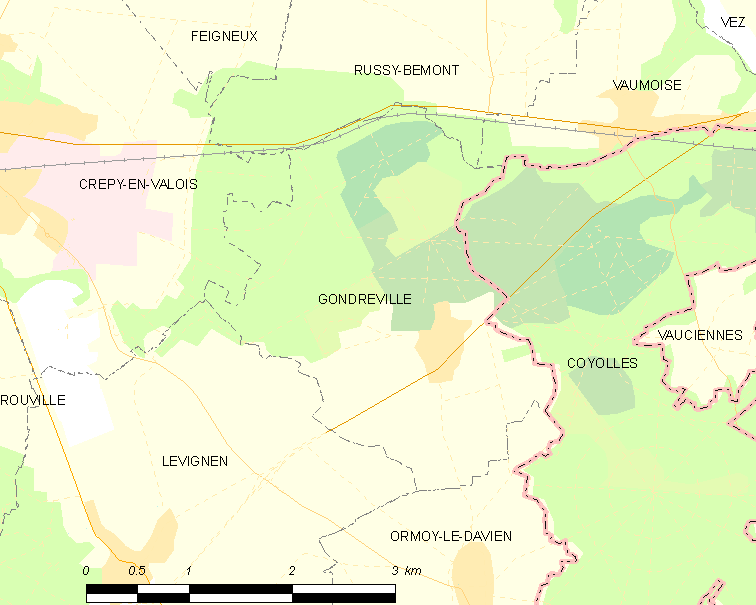
的OSM定位图

贡德勒维尔的时区为UTC+01:00、UTC+02:00（夏令时）。

## 行政
贡德勒维尔的邮政编码为60117，INSEE市镇编码为60279。

## 政治
贡德勒维尔所属的省级选区为楠特伊勒欧杜安县。

## 人口

1962-2008年间人口变化图示

贡德勒维尔于2022年1月1日时的人口数量为217人。